# 路易斯·兰萨纳·贝阿沃吉
路易斯·兰萨纳·贝阿沃吉（Louis Lansana Beavogui，1923年12月28日—1984年8月19日），几内亚政治家。在艾哈迈德·塞古·杜尔总统执政时期，贝阿沃吉于1961年至1969年间出任外交部长，并于1972年4月26日至1984年4月3日期间出任几内亚总理。
1984年3月26日，艾哈迈德·塞古·杜尔总统逝世，贝阿沃吉出任几内亚代理总统，4月3日，他在由兰萨纳·孔戴发动的军事政变中被废黜并在随后的8月19日因糖尿病在首都科纳克里一所医院逝世。
| 前任： 艾哈迈德·塞古·杜尔 （Ahmed Sékou Touré） | 几内亚外交部长 1961年-1969年 | 繼任： 塞弗拉耶·迪亚洛 （Saifoulaye Diallo） |
| 前任： 无                                       | 几内亚总理 1972年–1984年     | 繼任： 迪亚拉·特拉奥雷 （Diarra Traoré）     |
| 前任： 艾哈迈德·塞古·杜尔 （Ahmed Sékou Touré） | 几内亚总统 (代理) 1984年     | 繼任： 兰萨纳·孔戴 （Lansana Conté）         |